# مجموعه میرزاابوالحسن معمارباشی
مجموعه میرزاابوالحسن معمارباشی مربوط به دوره قاجار است و در تهران، محله عودلاجان ـ باغ پسته بیک واقع شده و این اثر در تاریخ ۶ خرداد ۱۳۷۷ با شمارهٔ ثبت ۲۰۱۸ به‌عنوان یکی از آثار ملی ایران به ثبت رسیده است.